# Каапорски капуцин
Каапорският капуцин (Cebus kaapori) е вид бозайник от семейство Капуцинови (Cebidae). Видът е критично застрашен от изчезване.

## Разпространение
Разпространен е в Бразилия (Мараняо и Пара).